# Marčelji
Marčelji är en ort i Kroatien.   Den ligger i länet Gorski kotar, i den västra delen av landet, 130 km väster om huvudstaden Zagreb. Marčelji ligger 398 meter över havet och antalet invånare är 1 192.
Terrängen runt Marčelji är huvudsakligen kuperad, men åt nordost är den bergig. Terrängen runt Marčelji sluttar söderut. Runt Marčelji är det ganska tätbefolkat, med 75 invånare per kvadratkilometer. Närmaste större samhälle är Rijeka, 6,1 km söder om Marčelji. Omgivningarna runt Marčelji är en mosaik av jordbruksmark och naturlig växtlighet.